# Phalaenopsis fuscata
Phalaenopsis fuscata Rchb.f., 1874 è una pianta della famiglia delle Orchidacee originaria dell'Asia orientale.

## Descrizione
È un'orchidea epifita di taglia da piccola a media, a crescita monopodiale. Presenta un corto fusto avvolto da persistenti ed embricate guaine fogliari, portante foglie spesse, di forma da obovata a oblunga, ad apice acuto. La fioritura avviene normalmente in primavera, mediante un'infiorescenza racemosa o raramente paniculata che aggetta lateralmente, ricurva, lunga in media 45 centimetri, ricoperta da piccole brattee e portante alcuni fiori. Questi sono grandi da 3,5 a 4 centimetri, sono profumati, di consistenza cerosa, si aprono in sequenza, e sono di colore che sfuma tra il giallo, l'arancione e il marroncino, in petali, sepali e labello.

È molto simile a Phalaenopsis kunstleri, dalla quale si distingue solamente per la colonna (ginandrio) più snella e lunga circa il doppio.

## Distribuzione e habitat
La specie è originaria di Malaysia, Borneo e Filippine.
Cresce epifita sugli alberi vicino a corsi d'acqua di foreste di pianura e collina, in zone ombreggiate, dal livello del mare fino a 1000 metri di quota.

## Coltivazione
Questa pianta è bene coltivata in panieri appesi, su supporto di sughero oppure su felci arboree e richiede in coltura esposizione all'ombra, temendo la luce diretta del sole, e temperature calde nel periodo della fioritura che è consigliabile abbassare nella fase di riposo vegetativo. Nella fase della fioritura sono consigliabili frequenti irrigazioni.